# ブリアナ・ヒルデブランド
ブリアナ・ケイトリン・ヒルデブランド（Brianna Caitlin Hildebrand, 1996年8月14日 - ）は、アメリカ合衆国の女優である。ウェブシリーズ『Annie Undocumented』や映画『デッドプール』（2016年）及びその続編『デッドプール2』（2018年）のネガソニック・ティーンエイジ・ウォーヘッド役などで知られる。

## キャリア
2014年にニューヨーク・テレビジョン・フェスティバルで好評を得た『Annie Undocumented』に出演した。同シリーズはダニエル・ホシア、エレイン・ロー、ブライアン・ヤンが製作した。
2015年3月30日、映画『デッドプール』にスーパーヒーローのネガソニック・ティーンエイジ・ウォーヘッド役でキャスティングされる。撮影は2015年4月にブリティッシュコロンビア州バンクーバーで始まり、2016年2月12日に封切られた。また同年には『あの子は私の初恋』でサシャを演じた。
2017年7月、テレビドラマ『エクソシスト』の第2シーズンでメインキャストとして起用された。
2018年5月、再びネガソニック・ティーンエイジ・ウォーヘッドを演じた『デッドプール2』が公開された。

## 私生活
同性愛者であることをカミングアウトしている。

## フィルモグラフィ

### 映画
| 年   | 邦題 原題                                        | 役名                                       | 備考        |
| ---- | ------------------------------------------------ | ------------------------------------------ | ----------- |
| 2015 | Prism                                            | ジュリア                                   |             |
| 2015 | The Voice Inside                                 | グレイス                                   | 短編 兼製作 |
| 2016 | あの子は私の初恋 First Girl I Loved              | サシャ                                     |             |
| 2016 | デッドプール Deadpool                            | ネガソニック・ティーンエイジ・ウォーヘッド |             |
| 2017 | トラジディ・ガールズ Tragedy Girls               | サンディ・カニンガム                       |             |
| 2018 | デッドプール2 Deadpool 2                         | ネガソニック・ティーンエイジ・ウォーヘッド |             |
| 2019 | ファイティング・with・ファイア Playing with Fire | ブリン                                     |             |
| 2024 | デッドプール&ウルヴァリン Deadpool & Wolverine   | ネガソニック・ティーンエイジ・ウォーヘッド |             |

### テレビシリーズ
| 年    | 邦題 原題                            | 役名           | 備考           |
| ----- | ------------------------------------ | -------------- | -------------- |
| 2014  | Annie Undocumented                   | ウェブ         | ウェブシリーズ |
| 2017  | エクソシスト The Exorcist            | ヴェリティ     | 計10話出演     |
| 2019- | トリンケット 〜小さな宝物〜 Trinkets | エロディー     | メインキャスト |
| 2021  | LUCIFER/ルシファー Lucifer           | ロリ・デッカー | メインキャスト |

## 受賞とノミネート
| 年   | 賞                           | 部門                           | 対象         | 結果       |
| ---- | ---------------------------- | ------------------------------ | ------------ | ---------- |
| 2016 | ティーン・チョイス・アワード | 映画: ブレイクアウト・スター賞 | デッドプール | ノミネート |